# Катастрофа Мі-8 на Камчатці
Катастрофа Мі-8 на Камчатці — авіаційна катастрофа, що відбулася 31 серпня 2024 року у Камчатському краї Росії. Внаслідок трощі загинули всі 22 особи, що перебували на борту.

## Обставини події
Вертоліт «Мі-8Т», що належав компанії «Вітязь-Аеро», 31 серпня 2024 року виконував екскурсійний політ, прямуючи із району вулкану Вачкажець до селища Миколаївка, між якими близько 25 км. На борту повітряного судна знаходилися 19 туристів та 3 члени екіпажу. У визначений час (близько 7:15 за московським часом), гвинтокрил не вийшов на зв'язок.
Рятувальники знайшли рештки вертольота 1 вересня — він зазнав аварії, всі члени екіпажу та пасажири загинули. Слідчими розглядалося дві версії трагедії — технічна несправність та порушення правил експлуатації. Пошукову операцію завершено 2 вересня, тіла всих загиблих доставлено до Петропавловська-Камчатського для впізнання. Уламки судна знайдено на сопці, на висоті 900 метрів. Попередньо повідомлялося, що гвинтокрил міг врізатися у пагорб через густий туман.
На борту вертольота перебував фінансовий директор Російського футбольного союзу Арсеній Замятін з дружиною.